# 126 Madison Avenue
126 Madison Avenue, offiziell Madison House, ist ein Wolkenkratzer in Manhattan in New York City. Der Wohnturm zählt zu den höchsten Wohngebäuden der Millionenmetropole.

## Beschreibung
Madison House befindet sich in Midtown South im Viertel NoMad zwischen der East 30th und 31st Street sowie zwischen Madison Avenue und Fifth Avenue unweit des Empire State Building. Wenige Blocks südlich liegt der Madison Square. In der Nachbarschaft stehen weitere ab 2010 neuerbaute Wohntürme wie Madison Square Park Tower (237 m), 262 Fifth Avenue (262 m), Rose Hill (195 m) und 277 Fifth Avenue (205 m).
Madison House wurde von Handel Architects entworfen und von 2017 bis 2022 erbaut. Bauherren und Eigentümer sind JD Carlisle Development und Fosun International Limited. Zum Bauprojekt gehört ein 7500 Quadratmeter großer, mehrstöckiger Einzelhandelsanbau an der Ecke Madison Avenue und East 31st Street. Der Wolkenkratzer ist 245,4 Meter (805 Fuß) hoch und besitzt 62 Etagen. Die Glasfassade des Turms ist mit hellen vertikalen Terrakottabänder gestalterisch unterbrochen. An der Turmspitze teilt sich die Fassade in mehrere Ebenen, die nach oben geneigt sind. Alle 199 Wohnungen sind mit raumhohen Panoramafenstern ausgestattet. Die mit privaten Aufzügen erreichbaren Penthouse-Wohneinheiten in der Gebäudekrone erstrecken sich jeweils über zwei Etagen und bieten einen Rundumblick über die Stadt. Der Wohnturm bietet für die Bewohner neben weiteren Freizeiteinrichtungen ein Hallenbad, einen Spa-Bereich, eine Bibliothek, ein Fitnesscenter und ein Dachgarten.
Die Firma JD Carlisle Development Corporation kaufte das Baugelände im März 2015 für 102 Millionen US-Dollar, um zunächst wie geplant ein 53-stöckiges und zirka 220 Meter hohes Wohngebäude zu errichten. Nach der Planänderung im Dezember 2016 hat Madison House eine Höhe von 245,4 Meter und 62 Etagen. 2017 begannen die Bauarbeiten. Der Wolkenkratzer erreichte im Juni 2019 seine Endhöhe, wurde 2021 fertiggestellt und 2022 eröffnet.